# Pitești
Pitești est une ville située en Roumanie, au bord de l'Argeș, dans le județ d'Argeș. Sa population était de 155 383 habitants en 2011. C'est une ville industrielle, ouvrière et universitaire.
La ville abrite la raffinerie de pétrole d'Arpechim et est un centre de commercialisation de l'industrie automobile, en particulier de Dacia.

## Histoire

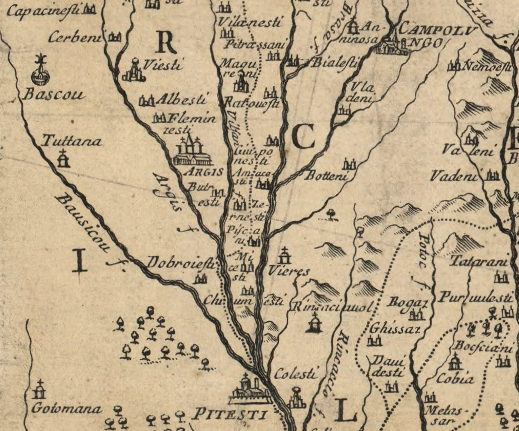
Pitești, Câmpulung et Curtea de Argeș sur la carte de Constantin Cantacuzino de 1718

Les premières traces d'établissements humains dans cette région datent du Paléolithique. Un petit castrum romain a aussi été construit au IIIe siècle av. J.-C. à proximité de l'emplacement actuel de la ville.
La première mention enregistrée de Pitești remonte au 20 mai 1386, lorsque le prince valaque Mircea l'ancien accorde un moulin à farine dans la région au monastère de Cozia,. Pitești a ensuite été l'une des résidences temporaires des princes valaques. En raison de son positionnement à la jonction des principales routes européennes (et de sa proximité avec les marchés saxons d'Hermannstadt, en Transylvanie), la ville s'est développée comme un important centre commercial.
La ville était un lieu important pour les événements liés à la dernière étape du soulèvement valaque de 1821 et aux premières étapes de la guerre d'indépendance grecque : c'est ici qu'à la fin du printemps 1821, le chef rebelle valaque Tudor Vladimirescu s'installa après s'être retiré de Bucarest. Son départ a fait soupçonner à ses alliés de la Filikí Etería qu'il prévoyait d'abandonner leur cause commune. Vladimirescu est capturé dans la localité voisine de Băilești et exécuté peu de temps après, sur ordre d'Alexandre Ypsilantis.
La ville s'est développée davantage après l'unification en 1859 des principautés danubiennes et la création en 1881 du royaume de Roumanie. À cette époque, et jusqu'à la fin de l'entre-deux-guerres, la ville est devenue un centre du parti national libéral, en grande partie grâce à la famille Brătianu résidant à proximité de Ștefănești.
De la fin de l'automne 1916 à 1918, pendant la Première Guerre mondiale, Pitești est occupée par les troupes des empires centraux.
Pitești est affecté de diverses manières par la Seconde Guerre mondiale et ses régimes successifs. En décembre 1943, sous la dictature de Conducător Ion Antonescu (un natif de la ville), elle est l'une des étapes de déportations de Roms vers la Transnistrie. La ville est sporadiquement bombardée par les Alliés : le 4 juillet 1944, elle est bombardée par une section de la 15th USAAF.
Dans les années 1950, la prison de Pitești devient un lieu expérimentation de diverses techniques de lavage de cerveau pour soumettre les détenus politiques à une « rééducation », dans laquelle la violence entre détenus était encouragée au point d'être obligatoire. L'expérience a été menée par la Securitate et supervisée par Alexandru Nicolschi ; son objectif était de détruire psychologiquement la capacité d'attachement extérieur et de loyauté extérieure, créant le prototype de l'homme nouveau soumis du léninisme. Le programme a été arrêté après environ cinq ans. Plusieurs participants à cette expérience, aussi bien des détenus que des membres du personnel pénitentiaire, sont condamnés, dont 22 condamnés à mort,.

## Démographie
Le recensement roumain de 2011 a enregistré une population de 155 383 habitants pour la ville. Parmi les personnes pour lesquelles des données étaient disponibles, 99,1 % se déclarent des Roumains et 0,6 % des Roms. En termes de religion, 98,4% se déclarent orthodoxes ; 0,3 % catholique romain ; et 0,2 % se réclament de divers courants chrétiens évangéliques dont les pentecôtistes et les baptistes. On compte aussi 0,2% d'athées ou non religieux. Une estimation de 2016 place la population à 177 485.
Le recensement de 1930 a révélé que 88,0% des résidents étaient Roumains, 3,0% des Juifs, 2,5% des Hongrois, 2,2% des Roms, 1,4% des Allemands, 0,6% des Grecs et 0,3% chacun des Russes, des Bulgares, des Arméniens, etc.

## Économie
L'économie de Pitești est dominée par l'usine automobile Dacia, construite en 1966-1968 à Colibași, près de Pitești, en collaboration avec Renault. Cette usine fabriqua d'abord des voitures sur le modèle de la Renault 12 de 1969 à 2004, sous le nom de Dacia 1300. Elle a été rachetée par la société Renault en 1999. Elle produit actuellement la Dacia Logan berline et MCV (Multi Convivial Vehicle) (break). L'effectif de l'usine, qui atteignait 27 000 salariés en 1999 a été ramené à 13 800 en 2012.
La ville abrite également la raffinerie de pétrole Arpechim, qui fait partie du groupe Petrom. L'usine, établie en tant qu'entreprise publique pendant le communisme, a toujours été au centre de la controverse sur ses dossiers de pollution de l'air. En 2007, le ministère de l'Environnement a retiré le permis d'Arpechim, mais Petrom a contesté la décision devant le tribunal. Il est prévu que l'usine réduise progressivement son activité sur une période de plusieurs années, en attendant sa fermeture éventuelle.
La ville est entourée de collines riches en vignobles et en pruniers. Ces derniers donnent l'une des meilleurs țuicăs roumaines, la țuica de Pitești.

## Université
- Université de Pitești
- Université Constantin Brâncoveanu

## Personnalités liées
Berthe Fairstin, mère de Ginette Kolinka, née le 23 juin 1889.
- Ion Antonescu, militaire et homme politique roumain d'extrême droite y est né en 1882.
- Ion Brătianu, homme d'état roumain.
- Nicolae Dobrin, ancien footballeur international roumain, dont le stade de Pitești porte le nom.
- Nicolae Dică, ancien footballeur international roumain
- Marian Oprea, athlète roumain
- Sebastian Papaiani, acteur roumain

## Jumelages
La ville de Pitești est jumelée avec :
- Kragujevac (Serbie) depuis 1970, accord renouvelé en 2000.
- Caserte (Italie) depuis 1972, accord renouvelé en 2000.
- Borlänge (Suède) depuis 2001
- Springfield (États-Unis) depuis 2000
- Tynaarlo (Pays-Bas) depuis le 19 avril 2008
- Muntinlupa (Philippines) depuis 2006

Pitești entretient des accords de coopération avec :
- Province de Cabinda (Angola) depuis 2006
- Province de Zaïre (Angola) depuis 2006
- Bydgoszcz (Pologne) depuis 2007